# Exeter (Illinois)
Exeter – wieś w hrabstwie Scott, w stanie Illinois, w Stanach Zjednoczonych. Według spisu powszechnego z 2000 roku, liczba mieszkańców wynosiła 70 osób. W 2023 roku liczba mieszkańców wzrosła do 83 osób, a gęstość zaludnienia przekroczyła 46 osób/km².

## Geografia
Według United States Census Bureau, wieś ma łączną powierzchnię 1,79 km² a które stanowią je wyłącznie grunty, bez wód.

## Historia
Nazwa wywodzi się od nazwy miasta Exeter w hrabstwie Devon w Anglii.

## Demografia
Według spisu powszechnego z 2000 roku, w Exeter żyło 70 osób, w 27 gospodarstwach domowych, stanowiących 17 rodzin. Gęstość zaludnienia wynosiła 101,5 osób na milę kwadratową (39,2 os./km²). W miejscowości tej było 32 budynki mieszkalne, co daje średnią gęstość zabudowy 46,4 na milę kwadratową (17,9 bud./km²). Etnicznie populacja wsi stanowiła 98,57% ludności białej i 1,43% rdzennych Amerykanów.
Rozkład struktury demograficznej: 
- 20,0% osoby do 18 roku życia
- 15,7% osoby między 18 a 24 rokiem życia
- 22,9% osoby między 25 a 44 rokiem życia
- 28,6% osoby między 45 a 64 rokiem życia
- 12,9% osoby w wieku 65 lat i starsze

Średnia wieku wynosi 41 lat.
Na każde 100 kobiet, przypadało 125,8 mężczyzn, natomiast w populacji powyżej 18 roku życia, wskaźnik ten nie przekroczył 100.
Średni dochód gospodarstwa domowego wyniósł 46 875 USD. Mediana dochodu dla mężczyzn wynosiła 26 250 dolarów, a dla kobiet 18 036 dolarów. Średni dochód na osobę wynosił 18 968 dolarów.